# Le miel est plus doux que le sang (1941)
Pour l’article homonyme, voir Le miel est plus doux que le sang (1927).
Le miel est plus doux que le sang est une huile sur panneau peinte par Salvador Dalí en 1941. Elle est exposée au musée d'art de Santa Barbara, situé en Californie.

## Description
Sur ce tableau, on y voit, au premier plan, une femme nue qui est, en fait, Gala, la muse du peintre, en train de se toucher le sein gauche. Elle est assise sur un nuage, son aisselle droite est appuyée sur une béquille, ses parties génitales sont cachées par un drapé et sa tête est cachée par les nuages. En haut à gauche, un nuage est représenté sur lequel pousse un arbre. En haut à droite, on voit, sur un autre nuage, un centaure avec deux arbres poussant sur ses fesses.
Le titre de la toile est une référence à la toile de Dali Le miel est plus doux que le sang (1927), elle-même écho à l'onanisme du peintre et à sa relation avec Federico Garcia Lorca - le premier affirmant que la masturbation était « du miel », et le second que le sexe était « une forêt de sang ».